# Gustav von Hollen
Gustav Karl Emil Beatus Freiherr von Hollen (Schönweide, 22. prosinca 1851. – Königsberg, 7. studenog 1917.) je bio njemački general i vojni zapovjednik. Tijekom Prvog svjetskog rata zapovijedao je IV. konjičkim korpusom, te 3. i 37. pješačkom divizijom na Zapadnom i Istočnom bojištu.

## Vojna karijera
Gustav von Hollen rođen je 22. prosinca 1851. u Schönweideu. U prusku vojsku stupio je u svibnju 1873. godine, nakon čega od listopada 1874. služi u 15. ulanskoj pukovniji. U kolovozu 1883. promaknut je u poručnika, dok od siječnja 1886. služi u vojnoj veterinarskoj inspekciji u Berlinu. Čin satnika dostiže u rujnu 1888. godine, dok od veljače 1889. godine služi u pruskom ministarstvu rata i to u odjelu konjice. U ministarstvu rata služi do veljače 1892. kada postaje zapovjednikom satnije u 16. ulanskoj pukovniji u kojoj služi do studenog 1898. od kada služi kao stožerni časnik u 6. pješačkoj pukovniji. U međuvremenu je, u rujnu 1896., unaprijeđen u bojnika.
U rujnu 1901. Hollen postaje zapovjednikom 1. kombinirane lovačke pukovnije smještene u Posenu, dok u travnju 1905. dobiva zapovjedništvo nad 1. kraljevskom lovačkom pukovnijom također sa sjedištem u Posenu. U veljači 1906. promaknut je u pukovnika, dok u ožujku 1908. postaje zapovjednikom 4. konjičke brigade smještene u Brombergu. U ožujku 1910. unaprijeđen je u general bojnika, dok čin general poručnika dostiže u studenom 1912. kada postaje i zapovjednikom 21. pješačke divizije sa sjedištem u Frankfurtu.

## Prvi svjetski rat
Na početku Prvog svjetskog rata Hollen postaje zapovjednikom IV. konjičkog korpusa koji se nalazio u sastavu 5. armije kojom je na Zapadnom bojištu zapovijedao krunski princ Vilim. Zapovijedajući IV. konjičkim korpusom Hollen sudjeluje u Bitci u Ardenima. Kada se vidjelo da konjica ne može biti efikasna u uvjetima rovovskog ratovanja koje je uslijedilo, IV. konjički korpus je rasformiran, te Hollen u prosincu 1914. dobiva zapovjedništvo nad 3. pješačkom divizijom koja je premještena na Istočno bojište. Navedenom divizijom Hollen zapovijeda do lipnja 1915. kada preuzima zapovjedništvo nad 37. pješačkom divizijom kojom zapovijeda tijekom ofenzive Gorlice-Tarnow i velikog ruskog povlačenja.

## Smrt
Tijekom 1916. Hollen se teško razbolio, te je u srpnju bio prisiljen otići na dopust. U siječnju 1917. promaknut je u čin generala konjice. Od bolesti se Hollen nije oporavio, te je preminuo 7. studenog 1917. godine u 66. godini života u Königsbergu.

## Vanjske poveznice
(eng.) Gustav von Hollen na stranici Prussianmachine.com

(njem.) Gustav von Hollen na stranici Deutschland14-18.de  Arhivirana inačica izvorne stranice od 2. travnja 2016. (Wayback Machine)